# Новіни (гміна Леонцин)
Новіни (пол. Nowiny) — село в Польщі, у гміні Леонцин Новодворського повіту Мазовецького воєводства.
Населення — 82 особи (2011).
У 1975-1998 роках село належало до Варшавського воєводства.

## Демографія
Демографічна структура станом на 31 березня 2011 року:
|          | Загалом | Допрацездатний вік | Працездатний вік | Постпрацездатний вік |
| -------- | ------- | ------------------ | ---------------- | -------------------- |
| Чоловіки | 42      | 8                  | 29               | 5                    |
| Жінки    | 40      | 5                  | 24               | 11                   |
| Разом    | 82      | 13                 | 53               | 16                   |